# Etwall
Etwall – wieś w Anglii, w hrabstwie Derbyshire, w dystrykcie South Derbyshire. Leży 10 km na południowy zachód od miasta Derby i 183 km na północny zachód od Londynu.